# Scholengemeenschap voor Katholiek Secundair Onderwijs Sint-Pieter
De Scholengemeenschap Sint-Pieter is een oude katholieke scholengemeenschap die tegenwoordig "Spectrumcollege" heet in de Belgische provincie Limburg. Er zijn 5 scholen in Beringen en 1 in Lummen. Er is begonnen aan een nieuwe project, waar 3 van de 5 scholen samen in een gebouw zullen zijn. Sommige scholen zijn al aanwezig, en er is ook een lagere school in het nieuwe gebouw.

## Scholen
Er zijn drie scholen voor de 1e graad secundair onderwijs:
- Onze-Lieve-Vrouwinstituut (middenschool OLVI), Paal (ASO, TSO, BSO)
- Middenschool Onbevlekt Hart van Maria (middenschool en bovenbouw OHVM), Lummen (ASO, TSO, BSO)
- Middenschool Sint-Jan, scholencampus beringen (ASO, TSO, BSO)

Er zijn vijf scholen voor de 2e en 3e graad:
- CDO Vrij Technisch Instituut VTI, Beringen-Centrum (Deeltijds Onderwijs)
- Instituut Onbevlekt Hart van Maria, Lummen (ASO, TSO, BSO. Beperkter)
- Sint-Jozefscollege (bovenbouw Sint-Jozef), scholencampus beringen (ASO)
- Sinte-Lutgartinstituut (bovenbouw Sinte-Lutgart), scholencampus beringen (TSO, BSO)
- Vrij Technisch Instituut VTI, scholencampus beringen (TSO, BSO)